# Città dello Zimbabwe

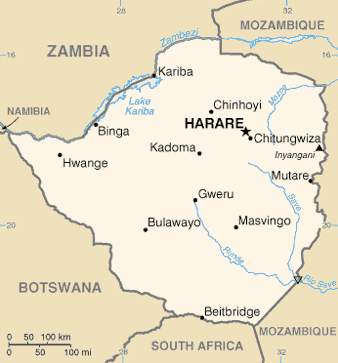
Mappa dello Zimbabwe

Lista di città dello Zimbabwe:

## Città principali
| Città principali dello Zimbabwe | Città principali dello Zimbabwe | Città principali dello Zimbabwe     | Città principali dello Zimbabwe | Città principali dello Zimbabwe | Città principali dello Zimbabwe | Città principali dello Zimbabwe | Città principali dello Zimbabwe |
| #                               | Città                           | Provincia                           | Cens. 1982                      | Cens. 1992                      | Cens. 2002                      | Cens. 2012                      |                                 |
| ------------------------------- | ------------------------------- | ----------------------------------- | ------------------------------- | ------------------------------- | ------------------------------- | ------------------------------- | ------------------------------- |
| 1                               | Harare                          | Harare                              | 656.011                         | 1.189.103                       | 1.444.534                       | 1.485.231                       |                                 |
| 2                               | Bulawayo                        | Bulawayo                            | 413.814                         | 621.742                         | 676.787                         | 653.337                         |                                 |
| 3                               | Chitungwiza                     | Mashonaland Orientale               | 172.556                         | 274.912                         | 321.782                         | 356.840                         |                                 |
| 4                               | Mutare                          | Manicaland                          | 69.621                          | 131.367                         | 170.106                         | 187.621                         |                                 |
| 5                               | Epworth                         | Mashonaland Orientale               | –                               | –                               | 114.067                         | 167.462                         |                                 |
| 6                               | Gweru                           | Midland                             | 78.918                          | 128.037                         | 141.260                         | 157.865                         |                                 |
| 7                               | Kwekwe                          | Midland                             | 47.607                          | 75.425                          | 93.072                          | 100.900                         |                                 |
| 8                               | Kadoma                          | Mashonaland Occidentale             | 44.613                          | 67.750                          | 76.173                          | 92.469                          |                                 |
| 9                               | Masvingo                        | Masvingo                            | 30.523                          | 51.743                          | 69.993                          | 87.866                          |                                 |
| 10                              | Chinhoyi                        | Mashonaland Occidentale             | 24.322                          | 43.054                          | 56.794                          | 77.929                          |                                 |
| 11                              | Norton                          | Mashonaland Occidentale             | –                               | 20.405                          | 44.397                          | 67.591                          |                                 |
| 12                              | Marondera                       | Mashonaland Orientale               | 19.971                          | 39.384                          | 52.283                          | 61.998                          |                                 |
| 13                              | Ruwa                            | Provincia del Mashonaland Orientale | –                               | –                               | 22.155                          | 56.678                          |                                 |
| 14                              | Chegutu                         | Mashonaland Occidentale             | 19.606                          | 30.191                          | 43.424                          | 50.255                          |                                 |
| 15                              | Zvishavane                      | Midland                             | 26.597                          | 32.984                          | 35.128                          | 45.230                          |                                 |
| 16                              | Bindura                         | Mashonaland Centrale                | 18.243                          | 21.167                          | 33.637                          | 42.861                          |                                 |
| 17                              | Beitbridge                      | Matabeleland Meridionale            | –                               | 11.596                          | 21.906                          | 41.767                          |                                 |
| 18                              | Redcliff                        | Midland                             | 22.109                          | 29.959                          | 32.417                          | 35.904                          |                                 |
| 19                              | Victoria Falls                  | Matabeleland Settentrionale         | 8.126                           | 16.826                          | 31.519                          | 33.660                          |                                 |
| 20                              | Rusape                          | Manicaland                          | 8.216                           | 13.920                          | 22.741                          | 30.316                          |                                 |
| 21                              | Chiredzi                        | Masvingo                            | 10.257                          | 21.116                          | 25.849                          | 30.197                          |                                 |
| 22                              | Kariba                          | Mashonaland Occidentale             | 12.364                          | 20.736                          | 22.726                          | 26.112                          |                                 |
| 23                              | Karoi                           | Mashonaland Occidentale             | 8.748                           | 14.763                          | 22.383                          | 26.009                          |                                 |
| 24                              | Chipinge                        | Manicaland                          | 6.077                           | 11.582                          | 16.539                          | 25.214                          |                                 |
| 25                              | Gokwe                           | Midland                             | –                               | 7.418                           | 17.703                          | 23.906                          |                                 |
| 26                              | Shurugwi                        | Midland                             | 13.255                          | 16.138                          | 16.863                          | 21.501                          |                                 |

## Città per Provincia

### Manicaland
- Birchenough Bridge
- Buhera
- Cashel
- Tizvione
- Chipinge
- Hauna
- Mutare (Town Prov.)
- Nyazura
- Nyanga
- Rusape

### Mashonaland Centrale
- Glendale
- Guruve
- Mount Darwin
- Bindura
- Mvurwi
- Shamva
- Matepatepa
- Mazowe

### Mashonaland Orientale
- Arcturus
- Beatrice
- Bromley
- Chitungwiza
- Marondera
- Ruwa
- Kotwa
- Chivhu
- Nharira
- Goromonzi
- Harare (Provincia Metr.)
- Macheke
- Mahusekwa
- Suswe
- Wedza
- Mutoko
- Murewa
- Epworth
- Juru
- Sadza
- Makosa
- Makaha
- Bondamakara
- Headlands
- Nyamapanda

### Mashonaland Occidentale
- Alaska
- Banket
- Battlefields
- Bumi Hills
- Cape Haig
- Chakari
- Charara
- Chegutu
- Chinhoyi (Capitale Prov.)
- Chirundu
- Darwendale
- Doma
- Eiffel Flats
- Eldorado
- Feock
- Gadzema
- Golden Valley
- Kadoma
- Kariba
- Karoi
- Kildonan
- Lion's Den
- Madadzi
- Magunje
- Makuti
- Makwiro
- Mhangura
- Mubayira
- Munyati
- Muriel
- Murombedzi
- Mutorashanga
- Mwami
- Norton
- Orlando Heights
- Raffingora
- Sanyati
- Selous
- Shackleton
- Tashinga
- Tengwe
- Trelawney
- Umsweswe
- Unsworth
- Vanad
- Venice
- Vuti
- Zave

### Masvingo
- Bikita
- Bubye River
- Buffalo Range
- Chatsworth
- Chiredzi
- Chivi
- Felixburg
- Gaths Mine
- Glenclova
- Glenlivet
- Gutu
- Gurajena
- Gwengwerere Growth Point
- Hippo Valley
- Mabalauta
- Maranda
- Mashava
- Masvingo (Capitale Prov.)
- Mbizi
- Mupandawana
- Murwira
- Mwenezi
- Ndanga
- Nemanwa
- Ngomahuru
- Ngundu
- Renco
- Zimuto Siding
- Rutenga
- Sango
- Soti-Source
- Triangle
- Tswiza
- Zaka
- Musekiwa

### Matabeleland Settentrionale
- Bembezi
- Binga
- Bulawayo (Provincia Metr.)
- Dagamela
- Deka Drum
- Dete
- Eastnor
- Hwange
- Inyati
- Kamativi
- Kariyangwe
- Kazungula
- Kenmaur
- Lonely Mine
- Lupane (Capitale Prov.)
- Lusulu
- Matetsi
- Mlibizi
- Msuna
- Nkayi
- Ntabazinduna
- Nyamandhlovu
- Pandamatenga
- Queen's Mine
- Shangani
- Siabuwa
- Tsholotsho
- Tshotsholo
- Turk Mine
- Victoria Falls

### Matabeleland Meridionale
- Antelope Mine
- Beitbridge
- Blanket
- Colleen Bawn
- Esimbomvu
- Esigodini
- Figtree
- Filabusi
- Fort Rixon
- Fort Usher
- Gwanda (Capitale Prov.)
- Kame
- Kezi
- Mangwe
- Maphisa
- Marula
- Mazunga
- Mbalabala
- Mphoengs
- Ngwesi
- Nsiza
- Plumtree
- Towla
- Tuli
- Vubachikwe
- West Nicholson

### Midland
- Bannockburn
- Buchwa
- Chirumanzu
- Chivhu
- Copper Queen
- Empress Mine
- Featherstone
- Gokwe
- Guinea Fowl
- Gweru (Capitale Prov.)
- Hunters Road
- Ingezi
- Insukamini
- Kwekwe
- Lalapanzi
- Lower Gweru
- Mberengwa
- Mvuma
- New Featherstone
- Njelele
- Redcliff
- Sherwood
- Shurugwi
- Silobela
- Somabhula
- The Range
- Zhombe
- Zvishavane